# Developayellaceae
Developayellales, Developea
Classe
Ordre
Famille
Les Developayellaceae, uniques représentants de l'ordre des Developayellales et de la classe des Developea, sont une famille d'eucaryotes unicellulaires hétérocontes. Ce sont des bactérivores ou eucaryovores marins, certains flagellés.

## Liste des genres et espèces
Selon le NCBI (3 décembre 2023) :
- Developayella Tong, 1995[2]
  - Developayella elegans Tong, 1995
- Develorapax Karpov & Aleoshin, 2016[3]
  - Develorapax marinus Karpov et Aleoshin 2016
- Mediocremonas del Campo & Weiler, 2020[4]
  - Mediocremonas mediterraneus del Campo & Weiler,

Trois autres genres ont été décrits en 2022 :
- Cubaremonas Tikhonenkov, Cho & Keeling, 2022
  - Cubaremonas variflagellatum
- Develocanicus Tikhonenkov, Cho, Mylnikov & Keeling, 2022
  - Develocanicus komovi
  - Develocanicus vyazemskyi
- Develocauda Tikhonenkov, Cho & Keeling, 2022
  - Develocauda condao